# 井澤詩織のしーちゃんねる
『井澤詩織のしーちゃんねる』（いざわしおりのしーちゃんねる）は、2014年12月25日からニコニコチャンネルにて配信されているインターネットラジオ番組。パーソナリティは声優の井澤詩織。

## 概要
2014年12月25日よりニコニコチャンネル「セカンドショットちゃんねる」で配信開始された、井澤詩織がパーソナリティを務める映像付きラジオ番組。
当初はニコニコ動画での動画投稿形式での不定期更新だったが、2016年4月8日より隔週金曜日にニコニコ生放送での生放送形式での配信となった。2017年11月25日から隔週土曜日0時（金曜日深夜）の更新となり、2016年3月以前のニコニコ動画での動画投稿形式となった。
2024年12月28日更新にて、番組10周年を迎えた。

## 配信時間
配信開始から2016年3月26日まで
- 不定期更新

2016年4月8日から2017年11月10日まで
- 隔週金曜日 22:30 - 23:00
  - この期間中はニコニコ生放送での生放送形式で配信[3]。
  - ニコニコ生放送での配信終了後、土曜日0:00より「本放送」のアーカイブを2週間限定で公開[3]。

2017年11月25日から
- 隔週土曜日 0:00（金曜日深夜）
  - 2016年3月以前と同じニコニコ動画での動画投稿形式に戻る。無料配信は2週間限定[4]。
  - 2021年10月16日からはYouTubeの「セカンドショットちゃんねる」でも同じく2週間限定で公開されている[5]。
  - 2024年6月8日から受けたニコニコサービスへのサイバー攻撃の影響により、ニコニコサービス全体が利用できなくなったため、第229回よりニコニコ動画代替の動画更新はOPENREC.tvとなった[6]。

## 主なコーナー
写真撮影
写真に趣味がある井澤が、美少女や友人を撮りまくる。番組経費で購入したワイプ機能付きビデオカメラを携え、井澤が写真撮影に行く。
深海魚釣り
深海魚が大好きな井澤が、さらに深海魚道を究めるために深海魚釣りに挑戦する。
釣りだけでなく、番組オリジナル深海魚LINEスタンプ作成（を検討）等も行う。
妖怪検定
妖怪に興味がある井澤が、境港市が主催する「妖怪検定」を受験する。
しーちゃんこれ聞いて！
メールにするほどでもなさそうな、日常のちょっとしたことを視聴者より募集する。
しーちゃん知ってる？
井澤に教えてあげたい豆知識をクイズ形式で視聴者より募集する。
今日のしーちゃん
エンディングコーナー。井澤にやって欲しいことを募集する。動きだけで出来るお題を募集し、それに井澤が応える。